# Abdurachman Abdułajew
Abdurachman Jagjajewicz Abdułajew (ros. Абдурахман Ягъяевич Абдулаев, ur. 15 listopada 1919 we wsi Mucałauł w Dagestanie, zm. 10 września 1987 w Dagestanie) – radziecki wojskowy, Bohater Związku Radzieckiego (1945).

## Życiorys
Urodził się w kumyckiej rodzinie chłopskiej. Skończył 7 klas szkoły, pracował w sowchozie, od 1939 służył w Armii Czerwonej, uczestniczył w wojnie z Finlandią 1939-1940. Brał udział w wojnie z Niemcami, jako dowódca oddziału broni automatycznej 105 pułku piechoty 77 Dywizji Piechoty 51 Armii 4 Frontu Ukraińskiego w stopniu starszego sierżanta wyróżnił się podczas walk o Sewastopol 7 maja 1944, gdzie odparł wiele niemieckich kontrataków, zabił wielu żołnierzy wroga i zniszczył niemiecki działon. Pod koniec 1945 został zdemobilizowany.

## Odznaczenia
- Złota Gwiazda Bohatera Związku Radzieckiego (24 marca 1945)
- Order Lenina (24 marca 1945)
- Order Wojny Ojczyźnianej I klasy
- Order Czerwonej Gwiazdy
- Order Sławy III klasy

I medale.